# Neviusia cliftonii
Neviusia cliftonii är en rosväxtart som beskrevs av J.R. Shevock, B. Ertter och D.W. Taylor. Neviusia cliftonii ingår i släktet Neviusia och familjen rosväxter. Inga underarter finns listade i Catalogue of Life.

## Bildgalleri

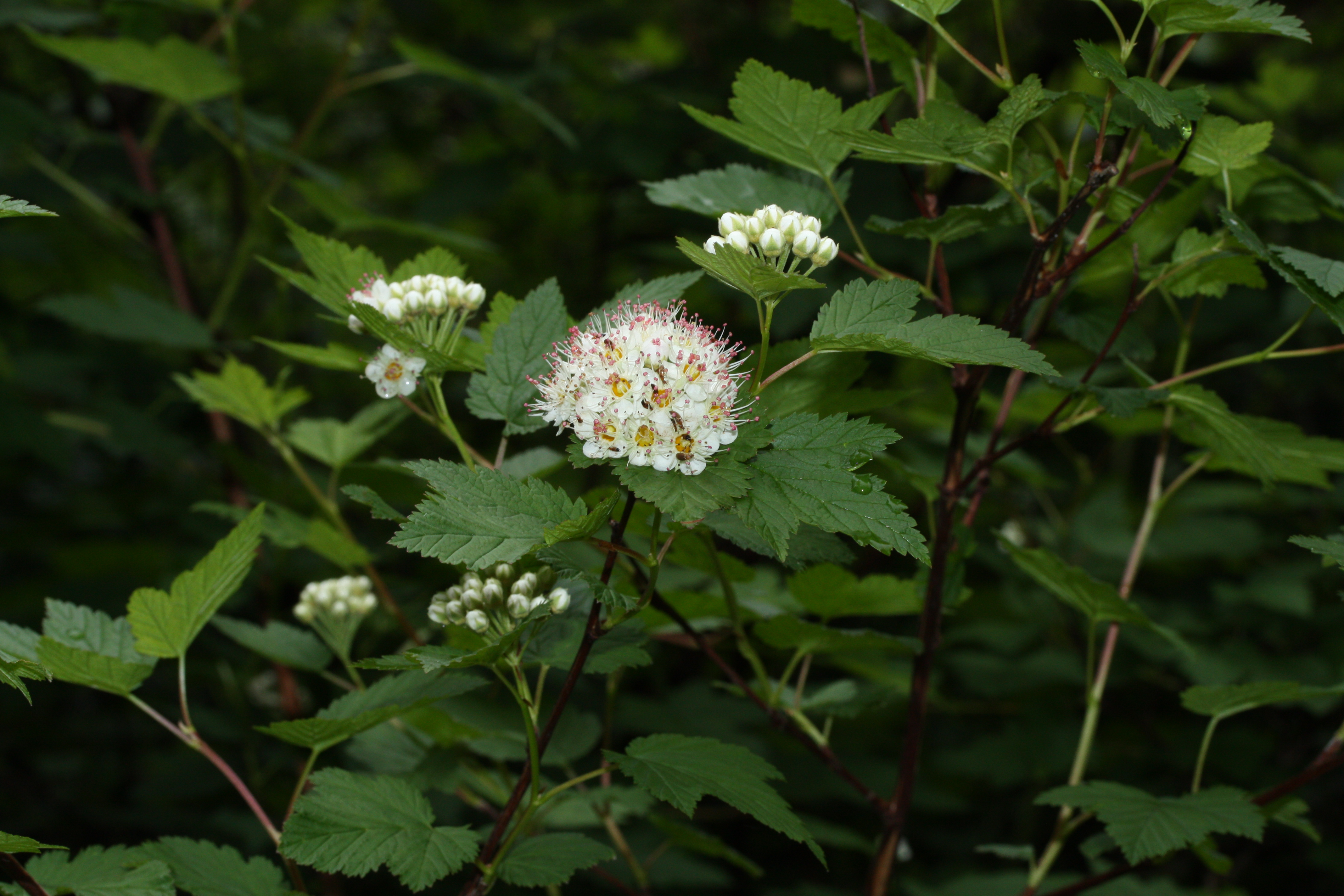
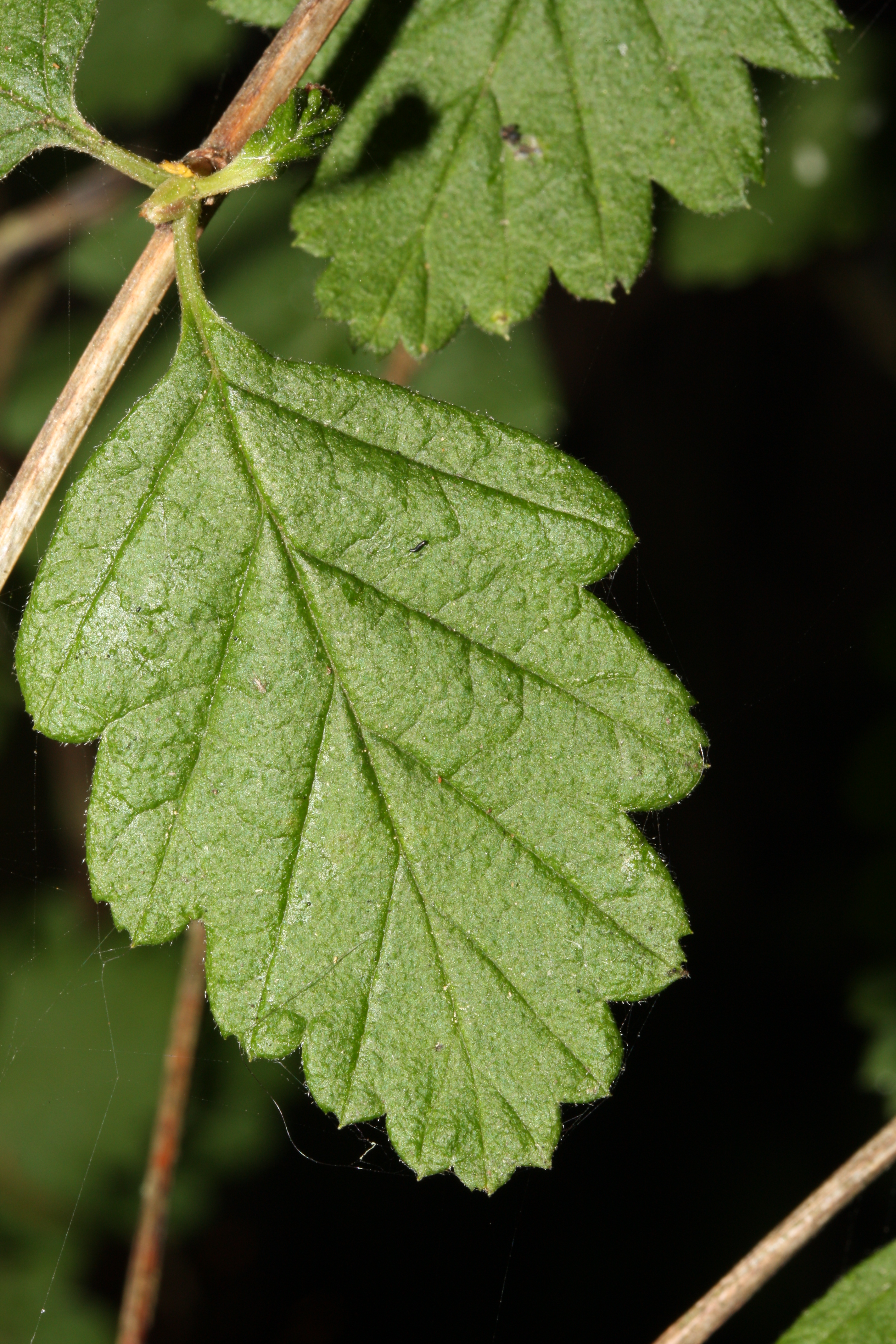